# Costa Verde (Brasil)
Costa Verde é uma faixa de terra que vai do litoral sul do estado brasileiro do Rio de Janeiro até o norte do litoral do estado de São Paulo. Engloba os municípios de Mangaratiba, Angra dos Reis, e Paraty no estado do Rio de Janeiro. Já no estado de São Paulo, inclui Ubatuba, Caraguatatuba, São Sebastião e Ilhabela. 
O nome é dado devido à expressiva presença de Mata Atlântica que ainda existe nesse trecho do litoral brasileiro.
Algumas pessoas consideram que este termo se refere a todo o litoral entre a Baixada Fluminense e a Baixada Santista, incluindo assim os municípios de Bertioga e Guarujá em São Paulo.
A Costa Verde foi listada em nono lugar, como uma das regiões imperdíveis do planeta para se conhecer no ano de 2016, de acordo com o renomado guia de viagens Lonely Planet

## Galeria de imagens

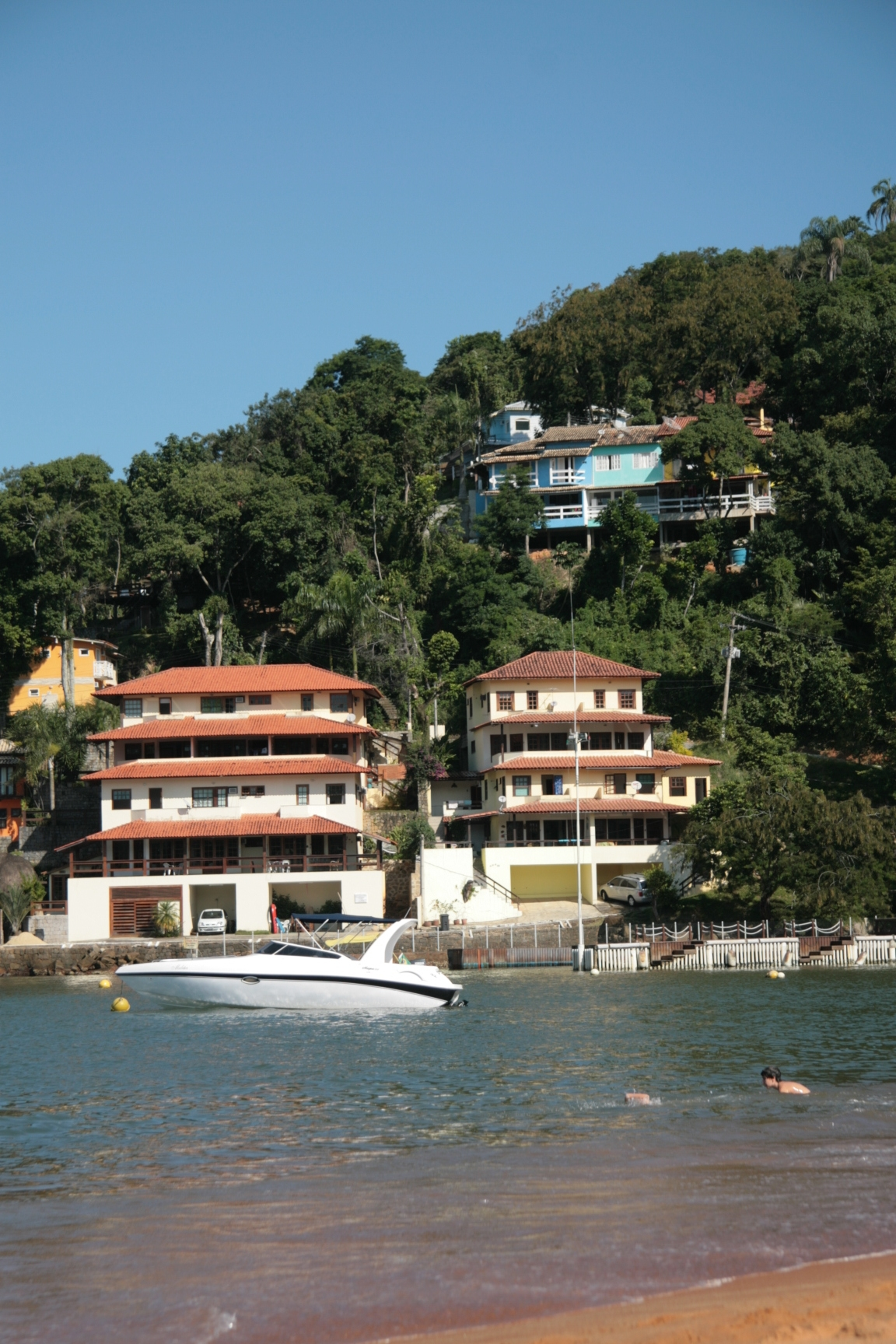
Mangaratiba, Rio de Janeiro
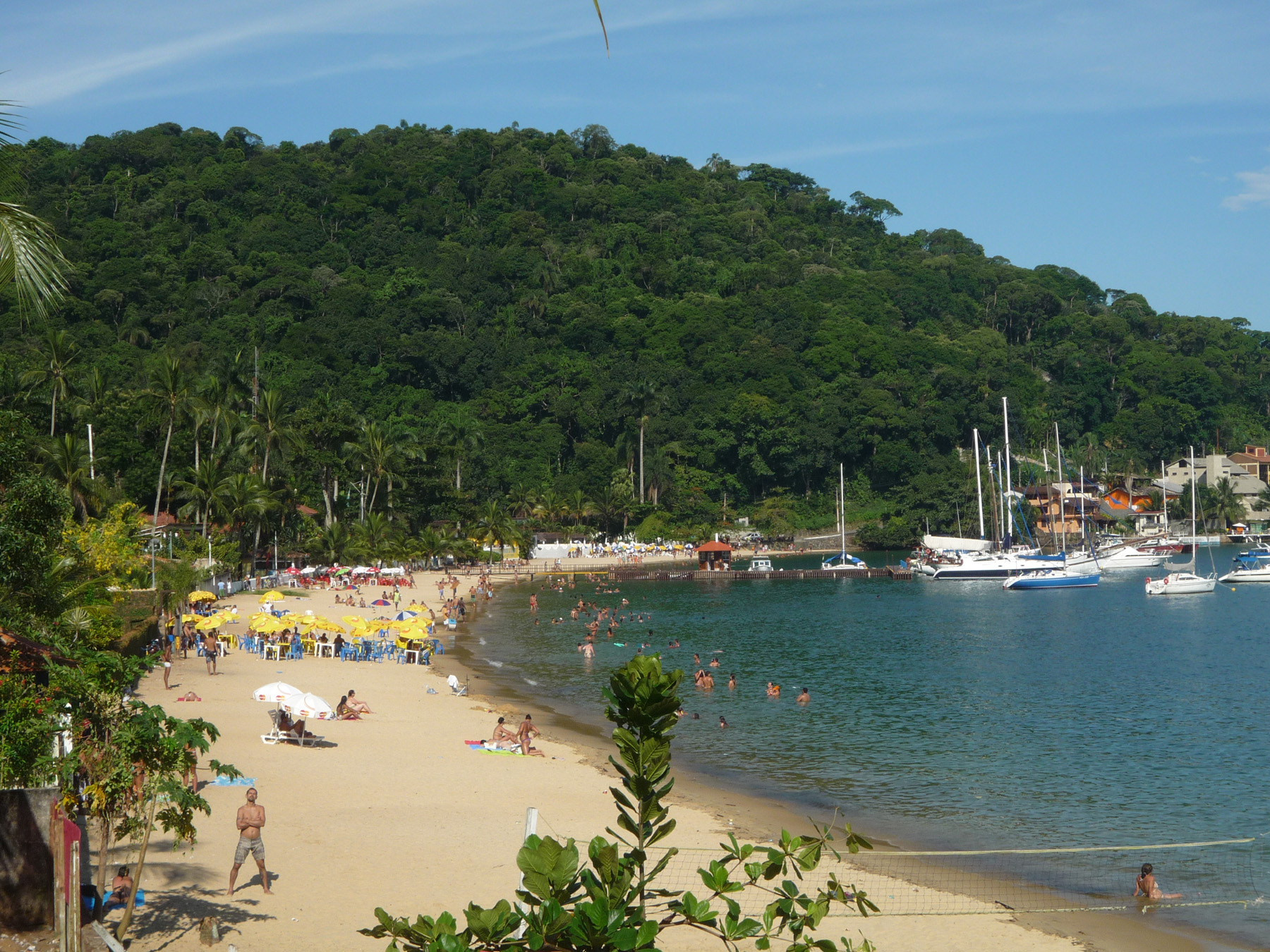
Praia Grande, em Angra dos Reis, na Costa Verde
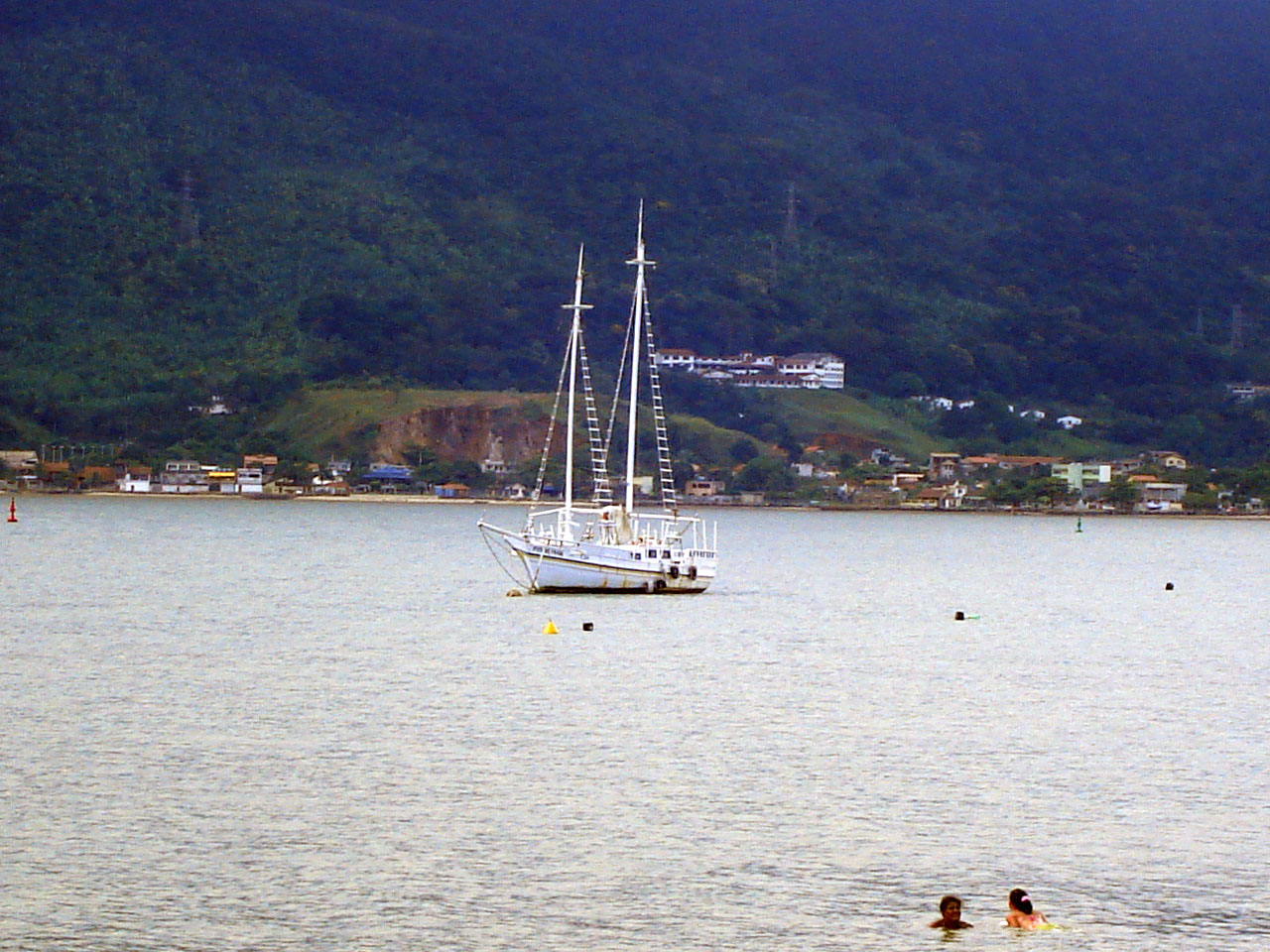
Saveiro no mar, Itaguaí
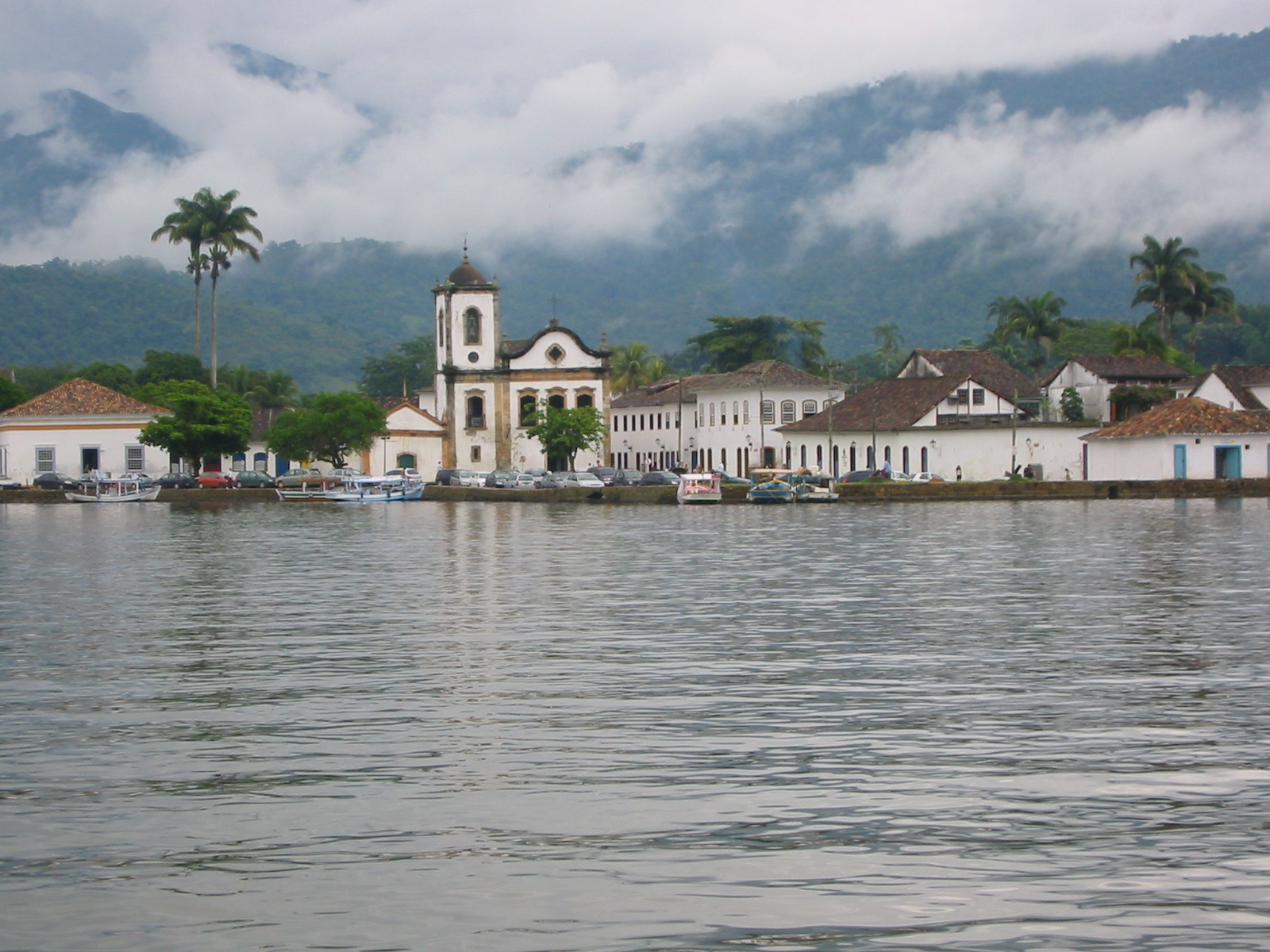
Paraty
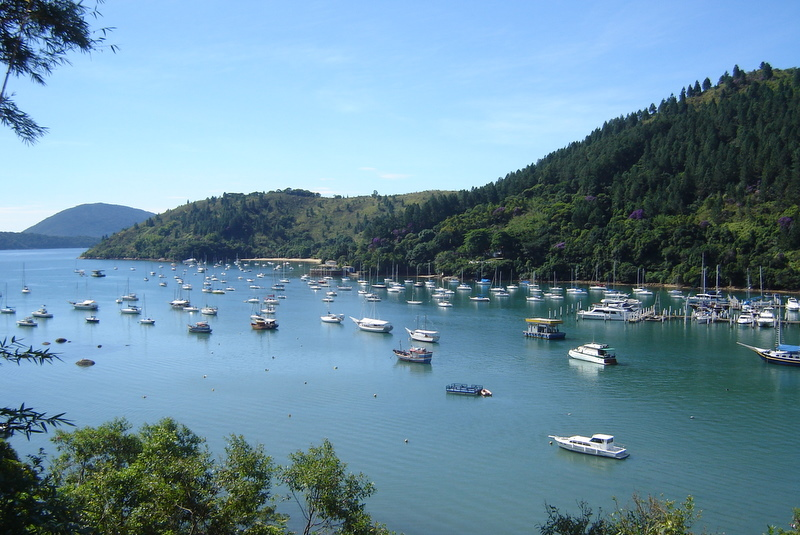
Ubatuba
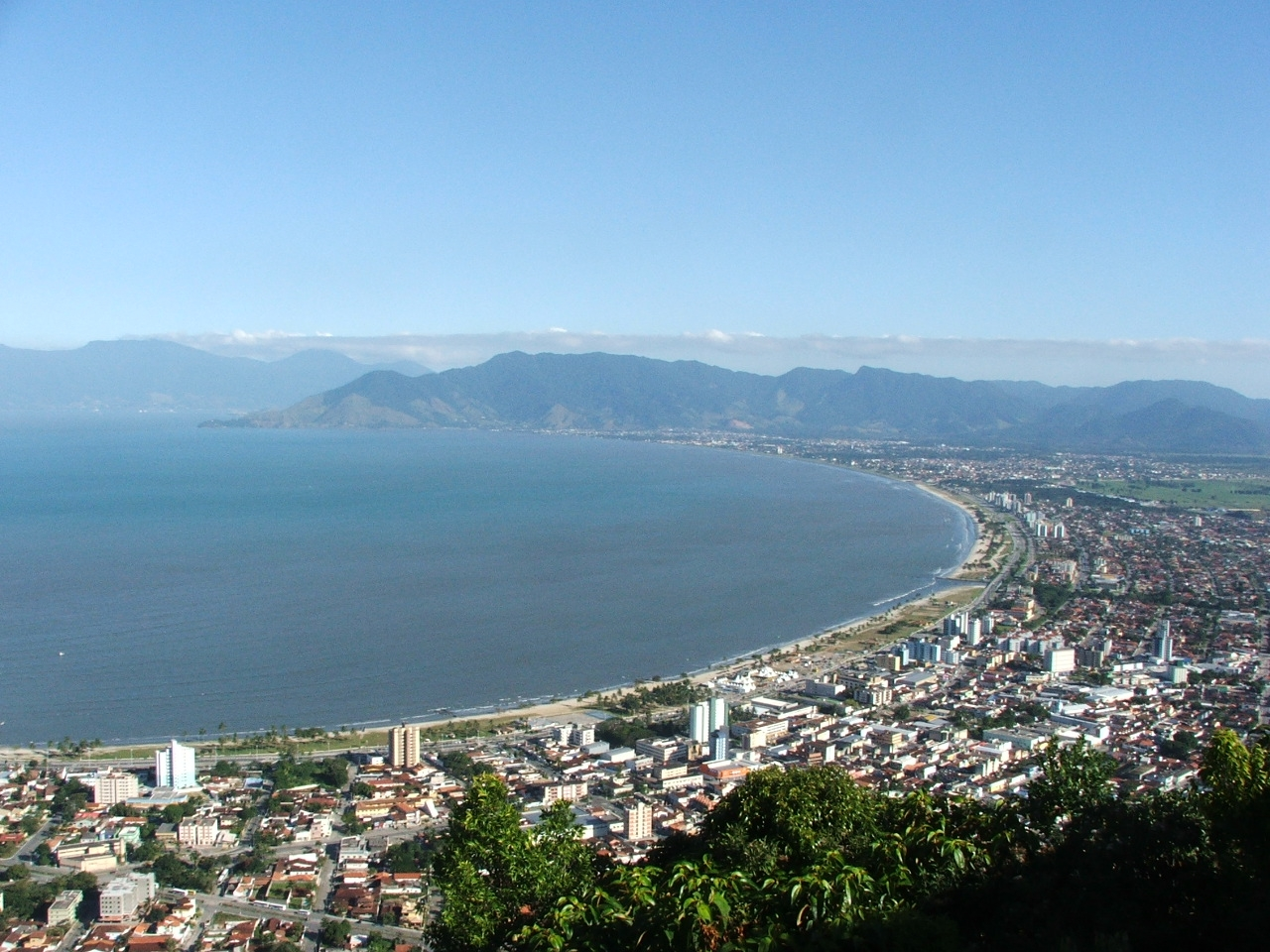
Caraguatatuba
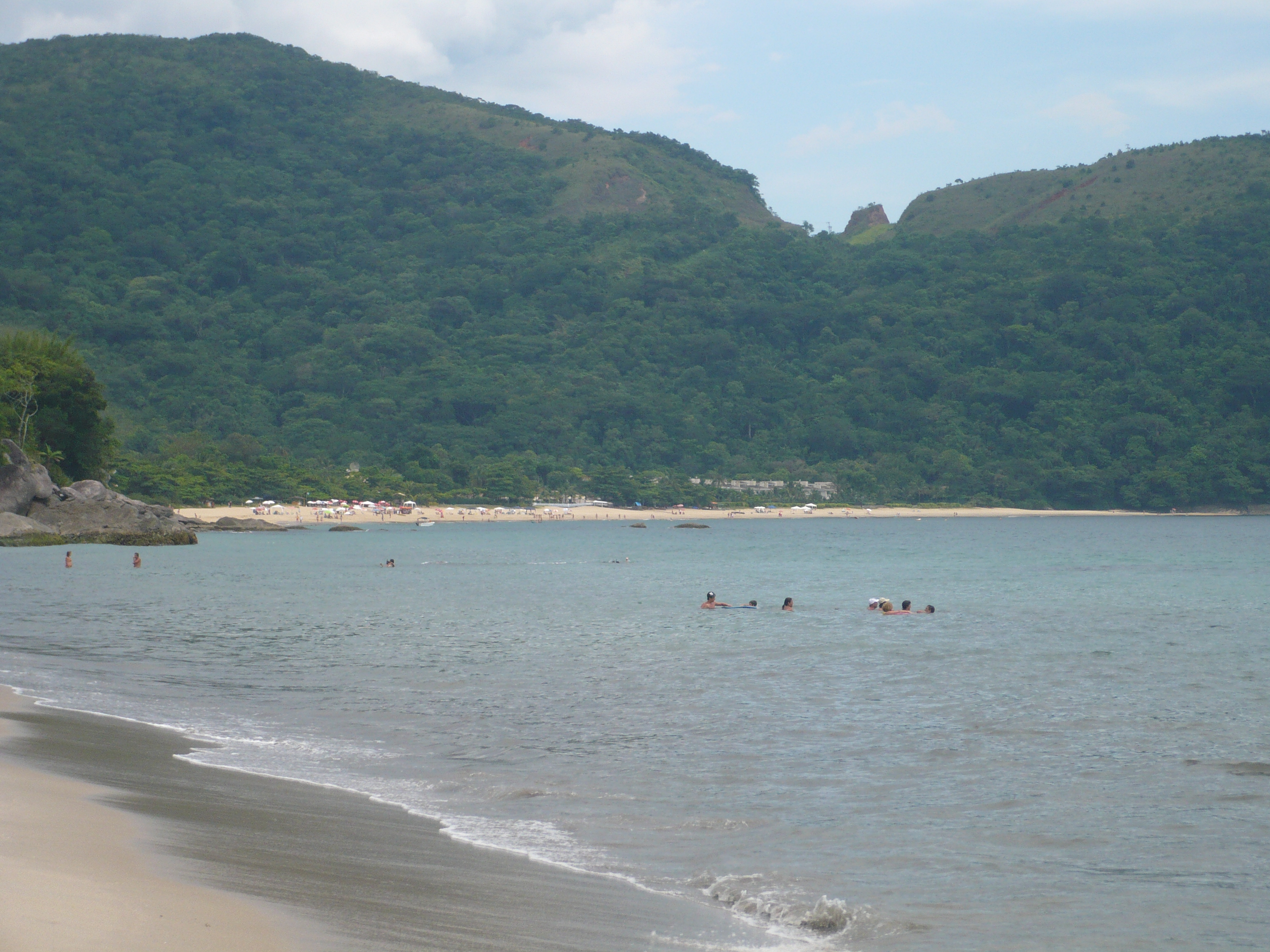
Toque Toque Pequeno, São Sebastião
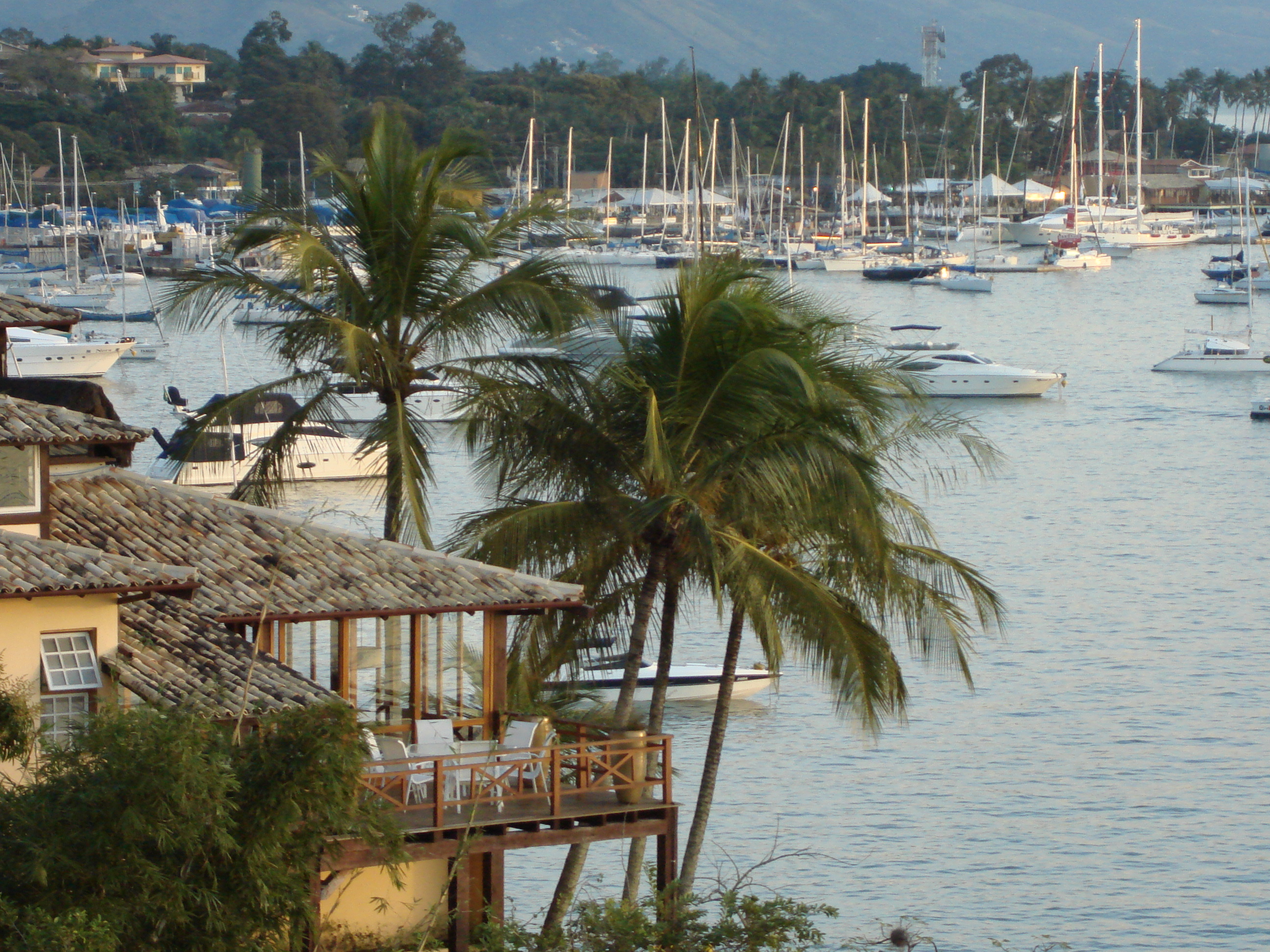
Ilha Bela